# Jarrod Kenny
Jarrod Daniel Kenny (Northcote, 16 settembre 1985) è un cestista neozelandese.

## Carriera
Con la Nuova Zelanda ha disputato due edizioni dei Campionati mondiali (2014, 2019) e quattro dei Campionati oceaniani (2009, 2011, 2013, 2015).